# MIF (음악 그룹)
MIF는 대한민국의 힙합 크루다. 2024년 정규 앨범 [GONNABETIGHT]로 데뷔했다.

## 음반
- GONNABETIGHT (2024)